# Berend Jacobsen Karpfanger

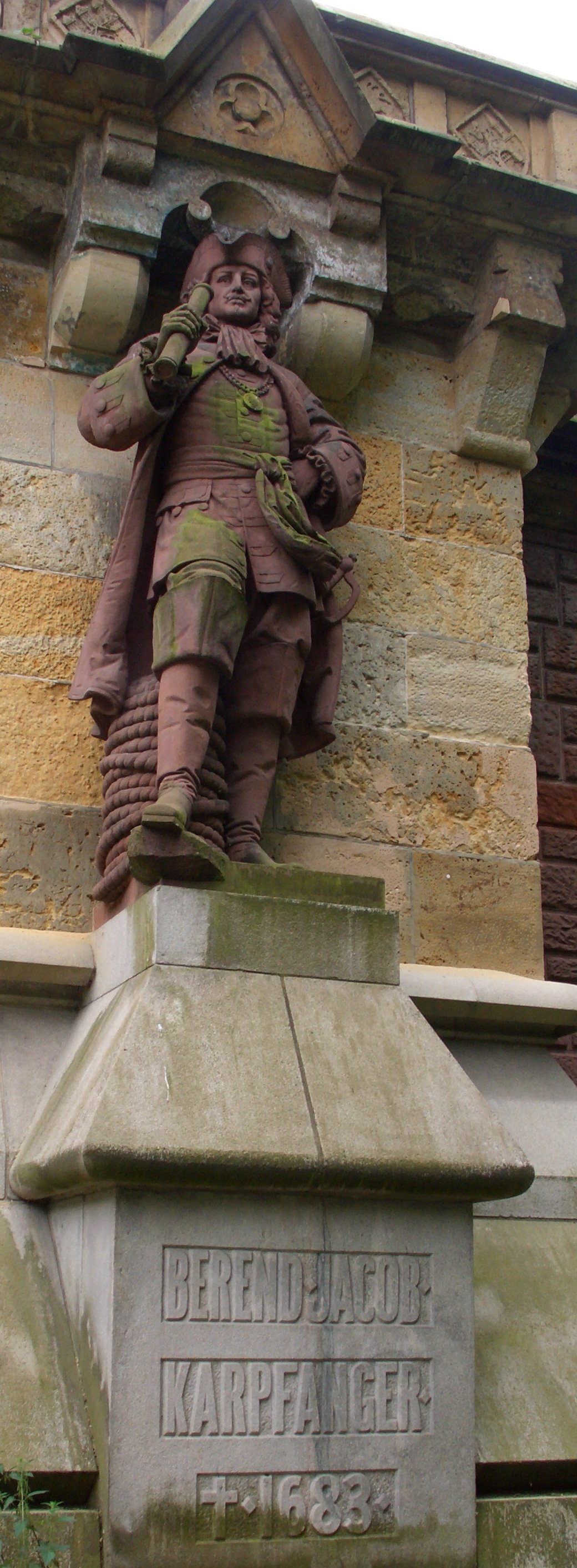
Berend Jacobsen Karpfanger-Statue am Sockel der Hamburger Kersten-Miles-Brücke

Berend Jacobsen Karpfanger (getauft 21. November 1622 in Hamburg; † 10. Oktober 1683 in Cádiz) war Admiral, Convoykapitän und Kommandant des hamburgischen Konvoischiffes Wapen von Hamburg, das die Handelsschiffe der Hansestadt vor den Piraten der nordafrikanischen Barbareskenstaaten schützen sollte.

## Leben

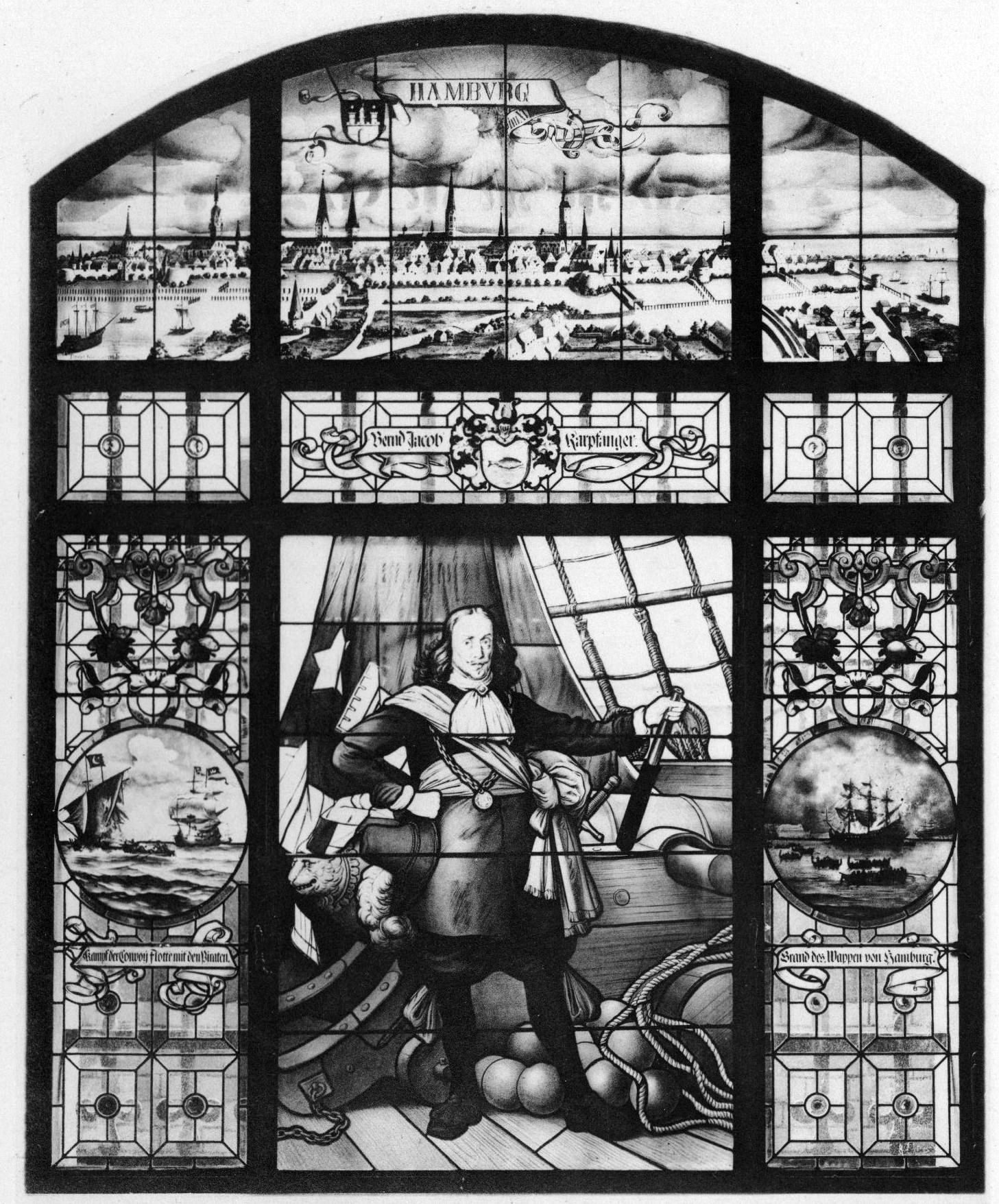
Ehemaliges Fensterbild im Weinkeller des Hamburger Rathauses mit Abbild von Karpfanger

Karpfanger entstammte einer niederländischen Schifferfamilie, die vor den Spaniern nach Hamburg geflohen war. Mit 15 Jahren fuhr er auf einem Walfänger, zwei Jahre später ging Karpfanger in die Niederlande, wo er auf einem Handelsschiff unter Michiel de Ruyter die Navigation erlernte. Nach Jahren in dessen Diensten kehrte er nach dem Tode des Vaters 1648 nach Hamburg zurück und übernahm dessen Reederei. Durch erfolgreiche Handelsfahrten, vor allem nach Nord- und Mittelamerika, gelangte er zu Wohlstand und Ansehen. Karpfanger vermied es, unter dem Schutz langsamer Konvois zu segeln, was ihm mehr Fahrten im Jahr ermöglichte. Er wurde in verschiedene Hamburger Schifffahrtsgremien gewählt, wo er sich für den Bau stadteigener Konvoi-Fregatten zum Schutz der Kauffahrer einsetzte.
Karpfanger war zunächst Kapitän und Reeder seiner vom Vater geerbten Schiffe. Es gelangen ihm bedeutende Erfolge bei der Bekämpfung des Piratenunwesens, so z. B. bei der Verteidigung Hamburger Walfänger gegen fünf französische Kaperschiffe am 11. September 1678. Im Zuge dieser Erfolge vergrößerte er seinen Bestand an Schiffen durch erbeutete Piratenschiffe.
Im Jahr 1674 wurde Karpfanger für seine Verdienste zum Admiral ernannt. Er übernahm als Convoykapitän zuerst das Kommando über das Konvoischiff Leopoldus Primus (bzw. Leopold I.) und später über die Fregatte Wapen von Hamburg, die die Hamburgische Admiralität 1668 zum Schutz ihrer Handelsschiffe gegen die Barbaresken hatte bauen lassen.
Am 10. Oktober 1683, als er mit der Wapen von Hamburg im Hafen von Cádiz lag, brach im Bug der Fregatte ein Feuer aus, das sich schnell über das ganze Schiff ausbreitete. Während die Mannschaft verzweifelt zu löschen versuchte, erreichte das Feuer schließlich die Pulverkammer, die explodierte. Die Ursache des Brandes blieb unbekannt. Karpfanger, 42 von 170 Mann der Besatzung und 22 von 50 Seesoldaten fanden den Tod. Die Leiche des Admirals empfing alle förmlichen Ehren von den im Hafen ankernden Schiffen und wurde mit einer großen Zeremonie auf dem Fremdenfriedhof an der Küste von Puntales (Cádiz) beerdigt. Am Grabmal errichtete König Karl II. von Spanien ein Monument zu Ehren des Admirals. Es stand 125 Jahre bis 1808. Dann wurde der Friedhof durch Napoleons Franzosen beseitigt, weil man Platz für die Erweiterung der Festung brauchte.

## Erinnerungskultur
- An der Kersten-Miles-Brücke in Hamburg wurde 1897 ein Standbild Karpfangers neben drei weiteren Standbildern früherer Hamburger Persönlichkeiten aufgestellt. (Bildhauer R. Okelmann).
- Die Karpfangerstraße im Hamburger Stadtteil Neustadt ist nach ihm benannt.
- 1937 kaufte die HAPAG den finnischen Frachtsegler L’Avenir und stellte ihn als Segelschulschiff Admiral Karpfanger in Dienst.
- Die Karpfangerstraße in Cuxhaven-Ritzebüttel trägt seinen Namen.
- Ein Lotsendampfschiff von 1893, stationiert in Cuxhaven, erhielt den Namen Capitain Karpfanger.
- Im Jahr 2013 gründete sich ein OFC des Hamburger Sportvereins e. V. auf den Namen „Karpfanger“. Die „Karpfanger“ sind seitdem bei Spielen des HSV auf der Nordtribüne des Volksparkstadions vertreten und gedenken des besten Piratenjägers der Stadt Hamburg.

## Trivia
- Der 400 Seiten starke historische Abenteuerroman Capitain Carpfanger von Herrmann Schreiber, erschienen im Schneekluth Verlag (Mai 1977), befasst sich mit der Person und den Abenteuern Karpfangers.
- 1976 erschien im Militärverlag der Deutschen Demokratischen Republik eine Biografie von Ulrich Komm unter dem Titel "Mit Breitseite und Enterbeil".